# Укринформ
Украинское национальное информационное агентство «Укринформ» (укр. Українське національне інформаційне агентство «Укрінформ») — государственное информационное агентство, которое ежедневно публикует информационные и аналитические сообщений на украинском, английском, немецком, испанском, французском, польском и японском языках.

## История
Украинское телеграфное агентство начало действовать 16 марта 1918 года.
В конце 1918 года служба информации стала называться Бюро украинской прессы (БУП).
В начале января 1920 оно было реорганизовано во Всеукраинское бюро Российского телеграфного агентства (УкРОСТА).
В апреле 1921 года УкРОСТА переименовано в Радио-телеграфное агентство Украины — РАТАУ.
В соответствии с положением, утверждённым ВУЦИК 14 января 1922 года, главной задачей РАТАУ была организация регулярного обмена информацией о событиях в СССР и за его пределами и информация правительственных органов УССР и всей периодической прессы УССР. РАТАУ должно было обмениваться информациями с телеграфными агентствами других государств и организовать отделы и сеть корреспондентов при дипломатических и торг. миссиях и представительствах СССР за границей. С образованием в 1925 Телеграфного агентства Советского Союза (ТАСС) ему подчинено РАТА, функции которого ограничено информациями о внутренних событиях и дела УССР и деятельность УССР в ООН.
В 1990 году РАТАУ переименовывают в «Укринформ».
В 1996 году на базе ликвидированного Украинского национального информационного агентства образовано Государственное информационное агентство Украины (ДИНАУ).
В 2000 году согласно указу президента Украины Государственному информационному агентству Украины (ДИНАУ) предоставлен статус национального и агентство переименовано в Украинское национальное информационное агентство «Укринформ».
20 июня 2003 года трудовой коллектив Национального информационного агентства «Укринформ» награждён Почётной грамотой Кабинета Министров Украины за всестороннее и объективное освещение деятельности Кабинета Министров Украины.
24 июня 2015 года решением Кабинета министров Украины «Укринформ» и Гостелерадиокомпания «Всемирная служба „Украинское телевидение и радиовещание“» перешли под управление Министерства информационной политики Украины.
В марте 2016 года доступ к сайту Укринформа в РФ был заблокирован Роскомнадзором. Причиной российское ведомство назвало публикацию 15 апреля 2015 года комментария главы Меджлиса крымскотатарского народа Рефата Чубарова под названием: «Украине следует готовиться к полномасштабному военному конфликту с Россией». По мнению Генеральной прокуратуры РФ, комментарий Чубарова содержит «призыв к нарушению территориальной целостности Российской Федерации».

## Современное состояние
Укринформ сотрудничает со многими зарубежными информационными институтами, в том числе и мировыми, на основе двусторонних соглашений. Возглавляет агентство генеральный директор.
Укринформ единственный от Украины член Европейского Альянса информационных агентств, а также член Ассоциации национальных информационных агентств стран Причерноморья — ПАНИА, который председательствовал в ней в течение 2007 года.
Центральный офис агентства находится в Киеве по адресу: 01001, Киев-1, МСП, вул. Богдана Хмельницкого, 8/16.
Сегодня Укринформ имеет наибольшую сеть региональных и зарубежных корпунктов.
На Украине агентство представлено собственными корреспондентами и фотокорреспондентами во всех областях Украины.
Зарубежные корреспонденты агентства оперативно информируют о событиях из Бельгии, Канады, Молдовы, Нидерландов, Польши, России, США, Франции, стран Балтии и других.
Агентство выпускает десятки профессиональных информационных продуктов: ленты, информационные пакеты и вестники.
Получателями информации Укринформа являются государственные структуры, газеты разных уровней и телерадиокомпании Украины, предприятия, организации, коммерческие фирмы, посольства и консульства, предприятия, банки, зарубежные потребители.
Информационные ленты Укринформа получают по соглашениям 26 зарубежных агентств, среди которых, в частности: ИТАР-ТАСС (Россия), МТИ (Венгрия), TASR (Словакия), ТАНЮГ (Сербия), БТА (Болгария), Синьхуа (Китай), Белта (Беларусь), ЕЛЬТА (Литва), АзерТадж (Азербайджан), КАБАР (Кыргызстан); зарубежные посольства на Украине, подписчики в США, Канаде, ФРГ, Королевстве Бельгия, Республике Болгария, Республике Польша, Австралии.
Имеющийся в Укринформе Пресс-центр обеспечивает подготовку и проведение пресс-конференций, брифингов, круглых столов, Интернет-конференций, видеомостов, презентаций, семинаров, выставок и горячих телефонных линий.
В 2018 году на Украине предполагается праздновании на государственном уровне памятной даты — 100 лет со времени основания Украинского телеграфного агентства (ныне — Украинское национальное информационное агентство «Укринформ») (март 1918).

## В интернете
В свободном доступе на серверах агентства размещены сайты «Укринформ новости», «Укринформ фото».
На сайте «Укринформ новости» размещаются новости Украины и мира на украинском, английском, испанском, немецком, польском, французском и японском языках.
Укринформ имеет наибольший на Украине исторический фотоархив. Фотоальбом агентства насчитывает более 500 000 снимков.
Укринформ предоставляет фотосервис в России, Беларуси, Армении, Узбекистан, Молдове, Польше, Чехии и других странах.

## Руководители
1. Донцов, Дмитрий Иванович (1918)
2. Гальперин, Рудольф Владимирович (1918)
3. Люксембург, Владимир Сергеевич (1919)[7]
4. Эрдэ (Райхштейн) Давид Израилевич (1920—1921)
5. Нарбут, Владимир Иванович (1921—1924)
6. Гарин, Фабиан Абрамович (1924—1929)
7. Лакиза, Иван Никифорович (1929—1932)
8. Тардов, Михаил Семёнович (1932—193?)
9. Оноприенко, И.Ф. (193?-1938)
10. Сыромолотный, Иван Константинович (1938—1941)
11. Паук, Михаил Прокопович (1942—1944)
12. Зинченко, Прокофий Климентьевич (1944)[8][9]
13. Терещенко, Л.М. (1944—1949)
14. Троскунов, Лев Израилевич (1949—1950)
15. Сыромолотный, Иван Константинович (1950—1960)
16. Хворостяной, Николай Михайлович (1960—1963)
17. Андрющенко, Николай Федотович (1963—1971)
18. Горкун, Виктор Иванович (1971—1976)
19. Бурлай, Владимир Сергеевич (1976—1992)
20. Возианов, Виталий Федорович (1992—1996)[10]
21. Савенко, Александр Николаевич (1996—1999)
22. Чамара, Виктор Федорович (1999—2011)
23. Децик, Александр Сергеевич (2011—2014)[11]
24. Харченко, Александр Александрович (2014—2023)
25. Мацука Алексей Витальевич(2023—)

## Критика
Осенью 2018 года, на фоне грядущих выборов президента и парламента исполнительный директор Института массовой информации (ИМИ) Оксана Романюк общественная организация «Институт массовой информации» (ИММ) при поддержке программы «У-Медиа» (проект Internews осуществляемый при поддержке Агентства США по международному развитию) во время заседания круглого стола в информационном агентстве «Укринформ» сообщила, что мониторинг ИММ зафиксировал рекордный за пять лет изучения уровень джинсовых публикаций. Так, к началу третьего квартала этого года в среднем в исследуемых 10 СМИ (УНИАН, «Обозреватель», «Цензор.нет», 112.я ua, Страна.ua, ТСН.ua, Корреспондент.net, «Украинская правда», Ліга.net, «Укринформ») фиксировалось 69 подобных материалов, в то время как в третьем квартале их было 159. Чаще всего материалы с признаками джинсы размещали УНИАН и «Обозреватель», в то время как её не удалось выявить в лентах новостей изданий «Ліга.net», «Украинская правда» и «Укринформ» (хотя и было отмечено, что на «Укринформ» и «Ліга.net» встречались материалы, содержащие ненадлежащую маркировку). По мнению Романюк, это связано со сложной экономической ситуацей на медиа-рынке, растущим давлением владельцев на медиа, что, в свою очередь, влияет на качество публикаций.
29 мая 2024 года издание «Украинская правда» обнародовало расследование о кризисе в государственном агентстве «Укринформ» при руководстве Алексея Мацуки. Согласно собеседникам среди работников «Укринформа», бывший гендиректор агентства присылал региональной редакции «темники» — файлы с рекомендациями, какие темы следует освещать корреспондентам в областях, у кого брать комментарии, а у кого не желательно. 30 мая публично подтвердивший факт рассылки «темников» в агентстве корреспондент «Укринформа» в Черниговской и Черкасской областях Юрий Стригун получил повестку с требованием явиться в ТЦК по месту регистрации. Комиссия по журналистской этике Украины на внеочередном заседании исключила из своего состава экс-гендиректора «Укринформа» Алексея Мацуку из-за распространения «темников» в агентстве.